# Friedrich Paulus
Friedrich Wilhelm Ernst Paulus (Guxhagen, 23 september 1890 - Dresden, 1 februari 1957) was een Duitse generaal-veldmaarschalk. Hij commandeerde het 6e Leger tijdens de slag om Stalingrad.

## Leven

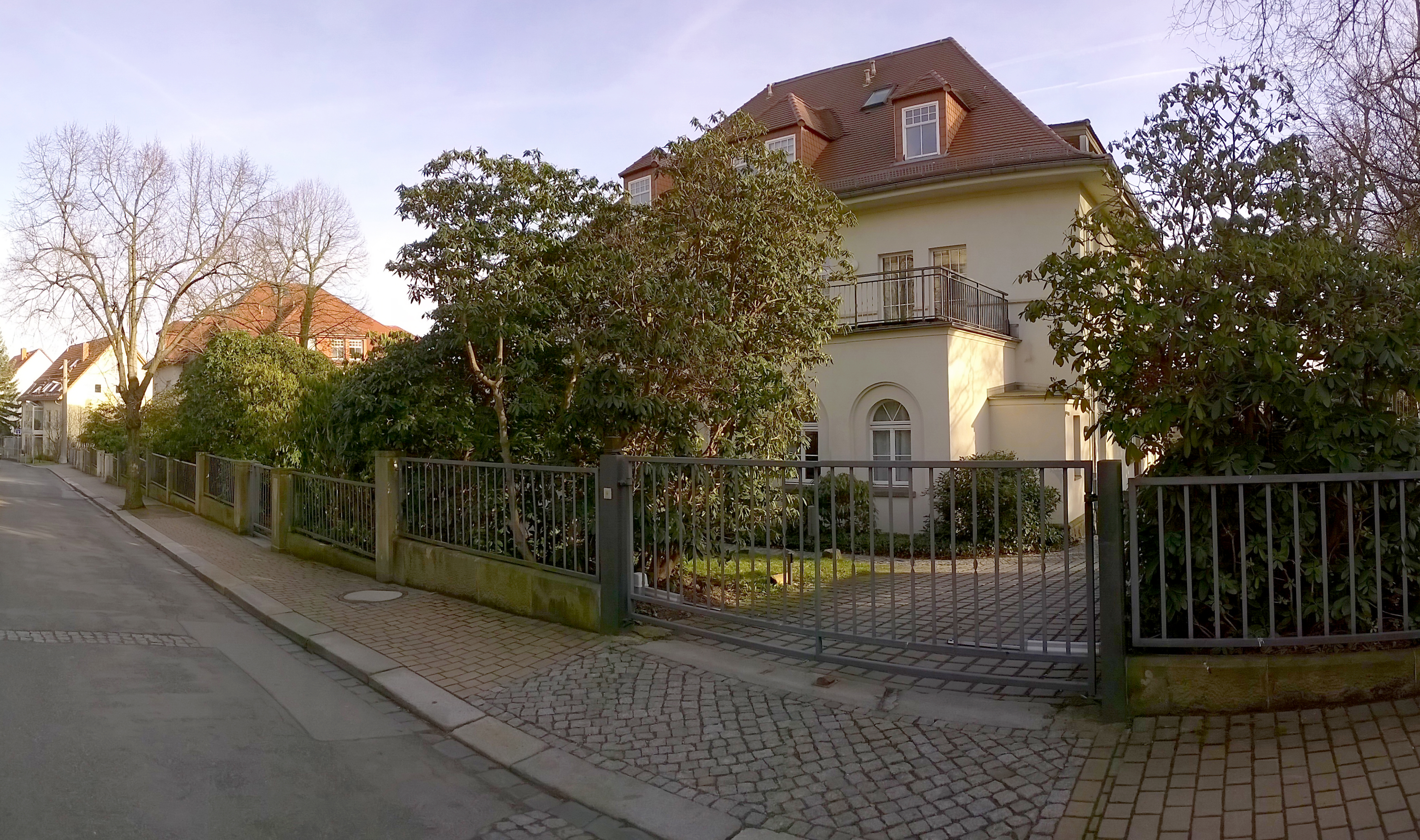
Villa en residentie van veldmaarschalk Friedrich Wilhelm Ernst Paulus in Dresden Oberloschwitz

Paulus werd geboren op 23 september 1890 in Guxhagen, een plaatsje te Melsungen in Hessen, als zoon van Ernst-Alexander Paulus en Bertha Nettelbeck. Zijn vader werkte als boekhouder in een verbeteringsgesticht en was met de dochter van zijn directeur getrouwd. Nadat hij in 1909 zijn opleiding aan het Wilhelms-Gymnasium in Kassel afrondde, solliciteerde Paulus in 1909 voor een officiersfunctie bij de Duitse Keizerlijke Marine. Hij werd niet aangenomen omdat hij niet van adel was. Teleurgesteld begon hij later dat jaar aan een studie rechten aan de Universiteit van Marburg. In 1910 begon het Duitse leger zich uit te breiden en solliciteerde Paulus voor een officiersfunctie in het leger. Hij werd aangenomen en kwam op 18 februari 1910 als Fahnenjunker bij het Badische Infanterieregiment III 'Markgraf Ludwig Wilhelm' terecht, gelegen te Rastatt in Baden-Württemberg. Op 18 oktober volgde zijn bevordering tot Fähnrich (vaandrig). Hierna ging Paulus naar de Oorlogsschool 'Engers' voor officieren en op 18 augustus 1911 werd hij bevorderd tot Leutnant (tweede luitenant).
Leeftijdsgenoten noemden hem 'der Lord'. In 1912 ontmoette Paulus Elena Constanze Rosetti-Solescu, wier vrienden haar 'Coco' noemden. Ze was een knappe Roemeense vrouw uit een rijke en aristocratische Roemeense familie. Haar beide broers waren officieren die dienden in Paulus' regiment. Paulus ontmoette haar via hen. Ze trouwden op 4 juli 1912. Hun eerste kind, een dochter genaamd Olga, werd geboren in 1914. De tweeling Friedrich en Ernst-Alexander werd geboren op 11 april 1918. Beide zonen zouden later beroepsofficier worden.

## Eerste Wereldoorlog
Sinds 1 oktober 1913 was Paulus adjudant van het 3de Bataljon Infanterieregiment 3. Het regiment vocht in de Eerste Wereldoorlog aan het westelijke front. Vanaf 6 augustus 1914 vocht het regiment bij Verdun. Paulus verliet zijn regiment in november 1914 door ziekte. Na zijn herstel werd hij in augustus 1915 stafofficier van het Preußischen Jägerregiment 2, een elite-eenheid van het Alpenkorps. Op 18 december 1915 werd hij bevorderd tot luitenant en werd hij bataljonsadjudant. Hierna werd hij voor korte tijd commandant van een machinegeweer-bataljon. Op 6 mei 1916 werd Paulus regimentsadjudant. Op 4 mei 1917 werd hij overgeplaatst naar de generale staf van het Alpenkorps, waar hij als Ic de chef inlichtingen was. Dit korps diende aan het oostelijke en later ook aan het westelijke front bij Verdun. Daar leed het korps zware verliezen. Vanaf 11 mei 1918 diende Paulus in de staf van de 48. Reservedivision. Op 20 september 1918 werd Paulus, ondertussen onderscheiden met het IJzeren Kruis 1914, 1e Klasse en 2e Klasse, bevorderd tot Hauptmann (kapitein). Hij kreeg in de oorlog nooit het commando over een noemenswaardige eenheid.

## Interbellum
Na de oorlog bleef Paulus in het verkleinde Duitse Leger. Tijdens een oefening kreeg hij even het commando over een bataljon, maar zijn superieuren merkten dat Paulus veel twijfelde en niet gemakkelijk beslissingen nam. "Deze officier mist onbetwistbaarheid!" merkte zijn commandant op. Zoals later zou blijken, zou deze karaktereigenschap hem altijd blijven achtervolgen. Paulus blonk daarentegen wel uit als stafofficier en bleef daarom ook dergelijke taken vervullen. Hij werkte graag vanachter een bureau en was een getalenteerd tacticus. Hij speelde graag oorlogsspellen en formuleerde zijn beslissingen nauwgezet, na eerst alle aspecten te hebben uitgezocht.
Nadat hij een korte tijd in het Freikorps 'Grenzschutz Ost' gediend had, werd Paulus op 1 juli 1919 brigade-adjudant, totdat hij op 1 oktober naar Schützenregiment 113 werd overgeplaatst. Paulus werd in de nieuwe Reichswehr op 28 maart 1920 adjudant van het Badische Infanterieregiment 14 in Konstanz. Op 1 juni 1922 werd Paulus naar de staf van Gruppenkommando 2 in Kassel overgeplaatst, totdat hij in oktober begon aan een opleiding tot Generale Stafofficier aan het Reichswehrministerium in Berlijn. In 1923 werd Paulus ingedeeld bij de Generale Staf in Kassel. Vanaf 6 december 1923 volgde hij ook lessen aan de Technische Universiteit van Charlottenburg. Op 1 april 1925 werd hij overgeplaatst naar de staf van Infanterieführer V en op 1 oktober 1926 naar de staf van Artillerieführer V in Stuttgart, waar hij meerdere jaren als leraar werkte. Vanaf 1 oktober 1927 was Paulus commandant van de 2de Kompanie van het Württembergischen Infanterieregiment 13 in Stuttgart. Dit bleef hij precies drie jaar. Op 1 oktober 1930 werd hij tactiek-instructeur in de staf van de 5de Infanteriedivision. Op 1 juni 1933 volgde zijn bevordering tot Oberstleutnant (luitenant-kolonel) en dat jaar werd hij ook benoemd tot hoofd van de leergangen tactiek in het Reichswehrministerium, een functie die hij ruim drie jaar lang zou vervullen.
Sinds 1 april 1934 hielp Paulus weleens bij de Heeres-Ausbildungsabteilung als leraar bij de officiersopleidingen. Op diezelfde datum kreeg hij ook voor het eerst een noemenswaardig commando: hij werd commandant van Kraftfahr-Abteilung 3 in Wünsdorf, nabij Berlijn, die datzelfde jaar werd omgedoopt tot Aufklärungs-Abteilung (mot.) 3, wat een van de eerste Duitse gemotoriseerde bataljons was. Op 1 juni 1935 werd Paulus bevorderd tot Oberst (kolonel) en in september volgde hij Heinz Guderian op als chef van de generale staf van het Kommando der Kraftfahrtruppen in Berlijn. Dit commando coördineerde de opbouw van het tankwapen binnen de Wehrmacht. Paulus paste zich snel aan aan de nieuwe ideeën inzake mobiele oorlogsvoering en was nauw verbonden aan de ontwikkelingen van de gemotoriseerde tak van de nieuw gevormde Wehrmacht. Paulus was geen nazi en had niets te maken met de machtsovername van de NSDAP, hoewel hij zich wel kon vinden in Hitlers ideeën. Vanaf 1 november 1938 was Paulus chef van de generale staf van het XVI. Armeekorps (mot.) in Berlijn, het eerste gemotoriseerde legerkorps van de Duitse strijdkrachten. Op 1 januari 1939 werd Paulus bevorderd tot Generalmajor (brigadegeneraal) en vanaf 1 mei was hij chef van de generale in staf van Heeresgruppe 4 in Leipzig. Eenheden van deze Heeresgruppe bezetten Praag op 15 maart 1939. Uit Heeresgruppe 4 ontstond op 26 augustus het 10. Armee.

## Tweede Wereldoorlog

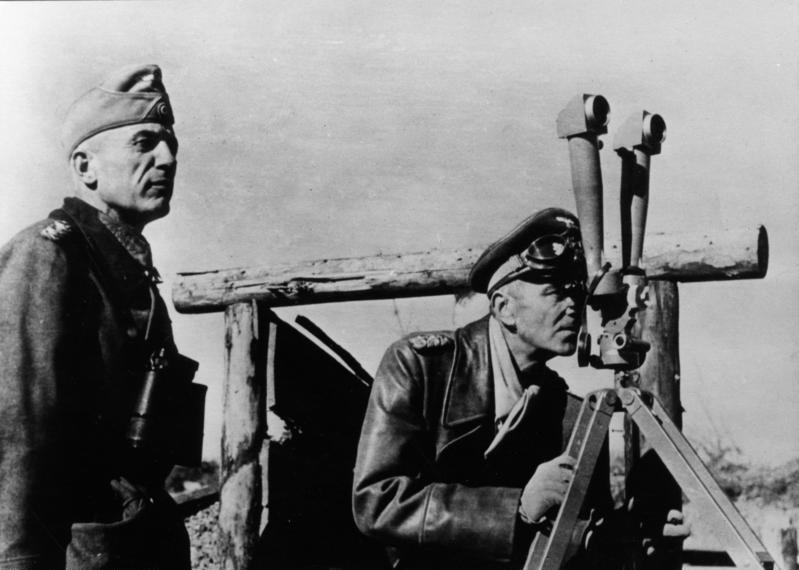
Paulus (rechts) te Stalingrad

De opperbevelhebber van het 10. Armee (10e Leger), waarvan Paulus nu chef van de generale staf was, was General der Artillerie Walther von Reichenau. Von Reichenau was een agressieve, hyperactieve vuurvreter, maar een zeer bekwame bevelhebber. Hij was het liefst bij zijn troepen in het veld. Paulus daarentegen zat liever achter een bureau en zorgde ervoor dat alle administratieve zaken in orde waren. Paulus en Reichenau vertoonden weinig overeenkomsten, maar vulden elkaar goed aan en vormden een perfecte combinatie waardoor het leger perfect werkte.
Zonder veel moeilijkheden rukte het 10. Armee op door Polen. Het werd kort na de campagne, op 10 oktober 1939, opnieuw ingedeeld als het 6. Armee (6e Leger). Kort daarna werd het leger naar het westen vervoerd. Daar begon op 10 mei 1940 het offensief en nam het 6. Armee deel aan de veldtocht tegen België en Frankrijk. Paulus was aanwezig bij de ondertekening van de overgavepapieren van het Belgische Leger door Koning Leopold III op 28 mei 1940. Het leger bleef daarna in Frankrijk omdat het zou deel uitmaken van het invasieleger dat Groot-Brittannië zou binnenvallen in operatie Seelöwe. Vanwege een groot tekort aan landingsvaartuigen en doordat de RAF niet verslagen was, werd de operatie afgelast. Op 1 augustus 1940 werd Paulus tot Generalleutnant (generaal-majoor) bevorderd.
Paulus kreeg op 3 september 1940 een nieuwe taak: hij werd Oberquartiermeister I (O.Qu.I) in het Oberkommando des Heeres (OKH), de generale staf van de landmacht. Het hoofdkwartier van het OKH lag bij Fontainebleau, maar kort nadat Paulus bij het OKH kwam werd het hoofdkwartier verplaatst naar Zossen, nabij Berlijn. Al snel kreeg het OKH opdracht een plan te ontwerpen voor de invasie van de Sovjet-Unie. Paulus was een van de eerste officieren die betrokken raakte bij dit project. Hij maakte met zijn kwaliteiten indruk op Franz Halder, de Chef van de Generale Staf van het OKH. Het feit dat de Sovjet-Unie en Duitsland een non-agressiepact hadden ondertekend, lijkt geen obstakel te zijn geweest voor Paulus. Paulus' vrouw, die afkerig was van de nazi's, vermoedde waaraan Paulus aan het werken was. Ze liet merken dat ze het immoreel vond de Sovjet-Unie binnen te vallen. Paulus liet haar weten dat hij er niets aan kon veranderen en dat hij gewoon als een militair zijn bevelen opvolgde. Paulus had een overdreven respect voor hiërarchische bevelsstructuren. Als stafofficier werkte hij secuur en geconcentreerd. Het liefst laat op de avond, gebogen over de kaarten en met koffie en sigaretten binnen handbereik. Als hobby tekende hij kaarten van Napoleons veldtocht in Rusland. Collega-officieren van zijn zoon in de 3. Panzerdivision noemden hem 'meer een wetenschapper dan een generaal, vergeleken met Erwin Rommel en Walter Model'. Paulus' goede manieren maakten hem populair bij zijn meerderen.
De gehele winter gingen Paulus en zijn staf door met het plan voor operatie Barbarossa, de invasie van de Sovjet-Unie. Eind april 1941, toen de plannen grotendeels voltooid waren vertrok Paulus naar Noord-Afrika voor een inspectiereis, waar hij twee weken verbleef. Hij observeerde een aanval op Tobroek, bestudeerde Erwin Rommels manier van bevelvoeren en overlegde met hem over zijn plannen. Hij schreef een zeer kritisch rapport over de strategie van Rommel, maar Hitler ondernam daarop geen actie.
Op 22 juni 1941 begon operatie Barbarossa. Paulus kreeg het wat rustiger omdat het OKH geen andere grote operaties had gepland. Paulus' oude 6. Armee maakte deel uit van Heeresgruppe Süd en Paulus volgde de vorderingen van dit leger met grote interesse. Paulus en Von Reichenau schreven ook brieven aan elkaar. In augustus 1941 maakte Paulus namens het OKH een reis langs diverse hoofdkwartieren aan het Oostfront.
In 1942 kreeg hij in de wintercrisis van operatie Barbarossa het opperbevel over het 6e Leger. Zijn leger werd in november 1942 ingesloten bij Stalingrad. Na een mensonterende en uitzichtloze strijd capituleerde hij op 31 januari 1943. De laatste verzetshaarden werden 2 dagen later opgeruimd. Nochtans had Adolf Hitler het hem verschillende keren verboden om zich over te geven. Hitler had Paulus op de dag voor zijn overgave nog tot veldmaarschalk bevorderd, in de wetenschap dat een Duitse generaal-veldmaarschalk zich nog nooit aan de vijand had overgegeven. De strijd had volgens zijn eigen opgave 400.000 Duitse soldaten het leven gekost.

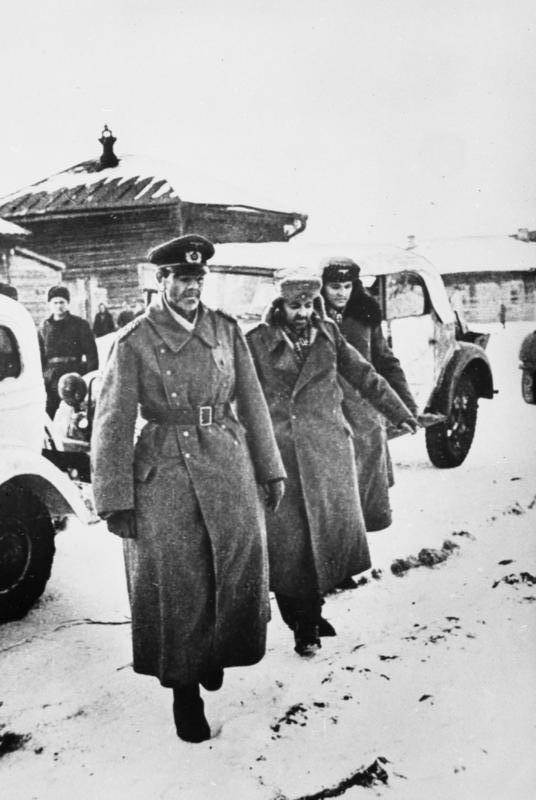
Paulus (links) en zijn assistenten Oberst Wilhelm Adam (rechts) en Generalleutnant Arthur Schmidt (midden), na hun overgave in Stalingrad.

In krijgsgevangenschap nam hij deel aan meerdere capitulatieoproepen gericht tot de Duitse Wehrmacht en werd lid van het Nationaal Comité Vrij Duitsland (NKFD). Tijdens de processen van Neurenberg werd hij ook opgeroepen als getuige. In 1953 lieten de Sovjets hem vrij. Hij leefde daarna in de DDR en stierf in 1957, in de stad Dresden aan ALS (amyotrofe laterale sclerose).

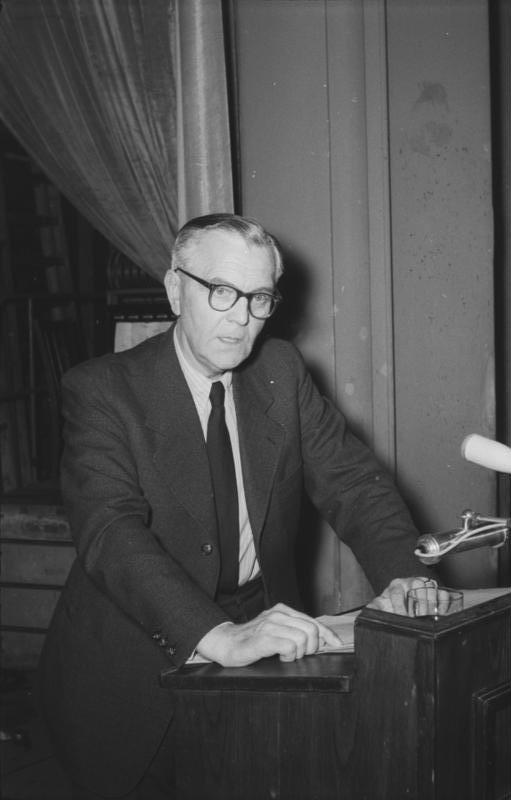
Paulus sprekend tijdens een persconferentie in Oost-Berlijn in 1954.

## Militaire loopbaan
- Fahnenjunker: 18 februari 1910[5]
- Fähnrich: 18 oktober 1910
- Leutnant: 18 augustus 1911 (met benoemingsakte van 20 augustus 1909)[5]
- Oberleutnant: augustus 1911[5]
- Hauptmann: 1918[5]
- Major: 1 februari 1929[5]
- Oberstleutnant: 1 juni 1933[5]
- Oberst: 1 juni 1935[5]
- Generalmajor: 1 januari 1939[5][6]
- Generalleutnant: 1 augustus 1940[5][6][7]
- General der Panzertruppe: 1 januari 1942[5][6][7]
- Generaloberst: 20 november 1942[5][7] - 30 november 1942[6]
- Generalfeldmarschall: 30 januari 1943[5][6][7]

## Decoraties
- Ridderkruis van het IJzeren Kruis op 26 augustus 1942 als General der Panzertruppe en Opperbevelhebber van het 6e Leger / Heeresgruppe Süd / Oostfront[5][6][7][8][9]
- Ridderkruis met Eikenloof (nr.178) op 15 januari 1943 als Generaloberst en Opperbevelhebber van het 6e Leger / Heeresgruppe Süd / Oostfront[5][6][7][8][10]
- IJzeren Kruis 1914, 1e Klasse en 2e Klasse[5][7][11]
- Herhalingsgesp bij IJzeren Kruis 1939, 1e Klasse[7] (27 september 1939)[5] en 2e Klasse[7] (21 september 1939)[5][12]
- Orde van het Vrijheidskruis (Finland), 1e Klasse[5]
- Medaille Winterschlacht im Osten 1941/42[5]
- Gewondeninsigne 1918 in zwart
- Medaille ter Herinnering aan de 13e Maart 1938[5][13]
- Anschlussmedaille met gesp „Prager Burg“[5][13]
- Dienstonderscheiding van Leger voor (25 dienstjaren)[5][13]
- Kruis voor Militaire Verdienste (Oostenrijk-Hongarije), 3e Klasse met Oorlogsdecoratie[5][11]
- Ereteken voor Verdienste in Oorlogstijd[5][11]
- Militair Kruis van Verdienste (Mecklenburg-Schwerin), 1e en 2e Klasse[5]
- Ridderkruis, 2e Klasse in de Orde van de Leeuw van Zähringen met Zwaarden[5][11]
- Orde van Militaire Verdienste (Beieren), 4e klasse met Zwaarden[5][11]
- Orde van het IJzeren Drieblad, 1e Klasse met Eikenloof[13]
- Erekruis voor Frontstrijders in de Wereldoorlog[13] - in 1934[5]
- Orde van Michaël de Dappere, 1e, 2e en 3e Klasse op 5 februari 1943[5][13]
- Hij werd meerdere malen genoemd in het Wehrmachtsbericht. Dat gebeurde op:
- 30 mei 1942[5][13]
- 11 augustus 1942[5][13]
- 31 januari 1943[5][13][14]
- 1 februari 1943[5][13][15]
- 3 februari 1943[5][13][16]